# Саравиа, Апарисио
Апарисио Саравиа да Роза (исп. Aparicio Saravia da Rosa; 16 августа 1856, Серро-Ларго, Уругвай — 10 сентября 1904, Риу-Гранди-ду-Сул, Бразилия) — уругвайский политик, военачальник, каудильо, лидер вооружённого восстания, участник революций в Южной Америке.

## Биография
Бразилец по происхождению. После смерти отца вместе с братом унаследовал обширное поместье.
Благодаря семейным связям его частная и общественная жизнь была тесно связана не только с Уругваем, но и с бразильским штатом Риу-Гранди-ду-Сул.
Лидер Белой партии («Бланко») Уругвая, революционер.
Участник уругвайской революции 1870 года против правительства Лоренсо Батлье-и-Грау, с целью получить представительство в парламенте. Вёл борьбу за общественные свободы и гарантии избирательного права. В 1875 году вместе с двумя своими братьями, участвовал в триколорной революции (Revolución Tricolor).
В 1893 году участвовал в федералистской революции против бразильского центристского правительства. После смерти брата Гумерсиндо в 1893 г., военные лидеры избрали его генералом федеральной армии. С этого момента его престиж распространился от Бразилии до Рио-де-ла-Плата. В октябре 1895 года вернулся в Уругвай, а через год поднял небольшое восстание против правительства Хуана Идиарте Борда, но потерпев поражение, ему пришлось эмигрировать в Бразилию.
В 1897 и 1904 годах — лидер вооруженного восстания Белой партии («Бланко») Уругвая против правительств, созданного партией Колорадо. Во время этого второго восстания он получил серьезные ранения, которые привели к его смерти.

## Память
- В честь 90-летия со дня смерти политика и генерала Апарисио Саравиа в Уругвае выпущена почтовая марка.